# Šolmajer
Šolmajer  je priimek več znanih Slovencev:
- Janez Šolmajer (1913 - 1975), pedagog, šolski svetovalec
- Jelka Šolmajer (*1950), arhitektka
- Jurij Šolmajer, poslovnež
- Tomaž Šolmajer (*1949), fizik in kemik